# Manfred Fitze
Manfred Fitze (* 9. Februar 1935) ist ein ehemaliger deutscher Ruderer.

## Biografie
Manfred Fitze gewann beim Deutschen Meisterschaftsrudern 1955 die Silber- und 1956 die Goldmedaille im Vierer ohne Steuermann. 1960 gewann er zusammen mit Christian Stewens im Zweier ohne Steuermann Silber.
Bei den Olympischen Sommerspielen 1956 in Melbourne startete er mit Wilhelm Montag, Horst Stobbe und Gunther Kaschlun in der Vierer ohne Steuermann-Regatta. Das Quartett schied jedoch im Halbfinale aus und wurde am Ende Fünfter. Bei den Europameisterschaften in Bled hatte das Boot zuvor die Bronzemedaille gewonnen.